# Fernando Bastos (político)
Fernando Borges Bastos  (Caetité, 12 de novembro de 1939 - 6 de dezembro de 2024), mais conhecido como  Fernando Bastos, foi um agropecuarista, coletor de impostos e político brasileiro.

## Biografia
Oriundo de uma família de políticos, Fernando era filho do político, médico e agropecuarista José de Castro "Juca" Bastos, que havia sido prefeito do município de Guanambi, e de Hermínia Borges Bastos. Sua irmã Zenilda Borges de Bastos Freitas era esposa de Vilobaldo Freitas, ex-deputado estadual pela Bahia.
Fernando Bastos foi casado com Marília Teixeira Bastos e pai de quatro filhos, dentre os quais Ivana Bastos foi a que prosseguiu a carreira política vindo a se tornar deputada estadual pela Bahia. Fernando Bastos estudou o ensino primário no Grupo Escolar Getúlio Vargas, situado em Guanambi, o secundário no Colégio Jesus Maria José e cursou o ensino médio no Colégio Central da Bahia, em Salvador.
Fernando Bastos entrou no serviço público ao ser aprovado por concurso público para o cargo de Auxiliar de Coletoria, em 1959. Em seguida, em 1964, ele foi nomeado fiscal de rendas do Estado da Bahia, até ser designado para ser inspetor fiscal em Caetité, função que exerceu entre 1968 a 1972. Ele foi fundador da Rádio Alvorada em Guanambi.
Ele ingressou na política institucional quando disputou as eleições de 1986 pelo PFL e foi eleito deputado estadual constituinte para a Assembleia Legislativa da Bahia (AL-BA), tendo participado da elaboração da constituição estadual da Bahia de 1989, durante o seu mandato entre 1987 a 1991.
Após não ter sido reeleito durante as eleições de 1990, ele saiu da vida parlamentar e dedicou-se a atuar como agropecuarista no Vale do Iuiu, situado no Sudoeste da Bahia.